# Andrzej Przybielski
Andrzej Grzegorz Przybielski (Bydgoszcz, Lengyelország, 1944. augusztus 9. – 2011. február 9.) lengyel dzsessztrombitás, a free jazz képviselője.

## Életpályája
Miután elvégezte a Bydgoszczi Műszaki Főiskolát, Andrzej Przybielski karrierjét tradicionális jazz zenével kezdte, a "Traditional Jazz Group" nevű formációban játszott Bogdan Ciesielskivel és Jacek Bednarekkel. A '60-as évek közepéig blues és dixie stílusban kornettezett és trombitázott. Olyan művészek inspirálták, mint Dizzy Gillespie és Miles Davis.
1968-ban, a Gdansk Trio-val elnyerte a Jazz nad Odrą (Jazz az Odera partján) díjat, majd 1969-ben, az Andrzej Kurylewicz által megalapitott Formacja Muzyki Wspolczesnej – Kortárs Zenei Együttessel fellépett a Jazz Jamboree fesztiválon.
Később színházak számára komponalt zenét, többek között a varsói Teatr Narodowynak, valamint a zakopane-i Teatr Witkacynak és olyan népszerű lengyel dzsessz-zenészekkel dolgozott együtt, mint: Helmut Nadolski, Jacek Bednarek, Andrzej Kurylewicz, Czesław Niemen, Tomasz Stańko, Stanisław Sojka, Adam Hanuszkiewicz, Wanda Warska, az Oleś testvérek - Marcin és Bartłomiej, Ryszard Tymon Tymański, Wojciech Konikewicz és Józef Skrzek. Továbbá társalapítója és társigazgatója volt a Sesja, Big Band Free Cooperation és az Acoustic Action együtteseknek.
1990 elején, szülővárosában Bydgoszczban megalapította élete első saját zenekarát “Asocjacja Andrzeja Przybielskiego” néven (Az Andrzej Przybielski Egyesület), amit Karol Szymanowski (vibrafon), Andrzej Kujawa (basszusgitár), Józef Eljasz (ütőhangszer) alkottak. Ezt követte egy évvel később Grzegorz Nadolny-val (basszusgitár) és Grzegorz Daroń-nal (ütőhangszer) alapított együttese. Művészi pályájának legkreatívabb kitörését az Andrzej Przybielski Egyesület jelentette, amivel sikert sikerre halmozott mind a hazai mind az európai koncertjein és amit élete végéig a tőle megszokott színvonalon és elragadó lelkesedéssel űzött.
Mindemellett megfordult a yass műfajban is, követték őt Bydgoszczban a Mózg (Az Agy) klubban, a lengyel yass legismertebb előadótermében, többek között a Sing Sing Penelope és az NRD zenekar társaságában.
Andrzej Przybielski 2011. február 9-én hunyt el, február 15-én temették el a Bydgoszcz-i Városi Temetőben.
2012. február 9-én, halálának első évfordulóján jelent meg Zdzisław Pająk által kiadott életrajza “Maluj muzykę, bracie. Andrzej Przybielski 1944-2011” (Fesd meg a zenét, testvér. Andrzej Przybielski 1944-2011) címmel.

## Diszkográfia
- Jazz Jamboree 1969 - Andrzej Przybielski Quartet Żeberówka (1969, 2. kompozíció)
- Jazz Jamboree 1970 - Andrzej Kurylewicz - Kortárs Zenei Együttes & Wanda Warska (1970, kompozíciók 3-6)
- Czeslaw Niemen – Niemen vol. 2 Marionetki (Bábok) (1973)
- SBB – Sikorki (1973–1975)
- SBB – Wicher w polu dmie (Fúj a szél) (1973–1975)
- Niobe – TV show (1975)
- Andrzej Przybielski/Aleksander Korecki – Lykantropia, Piotr Dumała animációja (1981)
- Stanisław Sojka – Sojka Sings Ellington (1982)
- Andrzej Przybielski – W sferze dotyku (Az érintés hatalmában) (1984)
- Biezan/Dziubak/Mitan/Nadolski/Przybielski – Klub Muzyki Nowej Remont (1984)
- Przedstawienie Hamleta we wsi Głucha Dolna – TV show (1985)
- Free Cooperation – Taniec Słoni (Elefántok tánca) (1985)
- Green Revolution – Na całość , film-betétdal (1986)
- Free Cooperation – In the Higher School (1986)
- Tomasz Stańko – Peyotl Witkacy (1988)
- Stanisław Sojka – Radioaktywny (1989)
- Free Cooperation – Our Master's Voice (1989)
- Variété – Variété (1993)
- Stół Pański – Gadające drzewo (Beszélő fa) (1997)
- Mazzoll, Kazik e Arythmic Perfection – Rozmowy s catem (1997)
- Maestro Trytony – Enoptronia (1997)
- Tribute to Miles Orchestra – Live - Akwarium, Warszawa (1998)
- Stanisław Sojka & Andrzej Przybielski – Sztuka błądzenia (Művészeti séta) (1999–2000)
- Custom Trio – Free Bop (2000)
- The Ślub – Pierwsza (Az első) (2000)
- Custom Trio (Andrzej Przybielski/Marcin Oleś/Brat Oleś/Janusz Smyk) – Live (2001)
- Andy Lumpp Trio & Andrzej Przybielski – Music From Planet Earth (2000)
- Tymon Tymański & The Waiters – Theatricon Plixx (2001)
- KaPeLa Trio & Andrzej Przybielski – Barwy przestrzeni (A tér színei) (2002) – kiadatlan album
- The Ślub – Druga (A második) (2002) – kiadatlan album
- Orkiestra Świętokrzyska (Szent Kereszt Zenekar) – Wykłady z Geometrii Muzyki (Előadások a zene mértanáról) (2003)
- Andy Lumpp Trio & Andrzej Przybielski – Musica Ex Spiritu Sancto (2003)
- Konikiewicz/Przybielski – Antyjubileusz (Anti-jubileum) (2003) – kiadatlan album
- United Power of Fortalicje – Élő színházi előadás, Zamość (2003) – kiadatlan album
- Transtechnologic Orchestra (Przybielski, Konikiewicz) 2CD – Live - Teatr Mały, Warszawa (2003) – kiadatlan album
- Andrzej Przybielski/Marcin Oleś/Brat Oleś – zenei alátét a Pasożyt (Paraziták) Tv-műsorban (2003)
- Andrzej Przybielski/Marcin Oleś/Brat Oleś – Abstract (2005)
- Asocjacja Andrzeja Przybielskiego (Andrzej Przybielski Egyesület: Andrzej Przybielski (trombita), Yura Ovsiannikow (szaxofon), Grzegorz Nadolny (basszusgitár) e Grzegorz Daroń (ütőhangszer)) - Sesja Open (2005) – 2011 augusztus 16: a Bydgoszcz-i Városi Művelődési Intézmény koncentrje Andrzej Przybielski tisztelerére.
- Green Grass - Blues dla Majki (Blues Majkanak) (2007)
- The Ślub – Trzeciak (Harmadik) (2010) - kiadatlan album
- Sing Sing Penelope et Andrzej Przybielski – Stirli People (2010)
- Question Mark – Laboratory (2010)
- Andrzej Przybielski/Marcin Oleś/Brat Oleś – De Profundis (2011)
- Andrzej Przybielski / Jacek Mazurkiewicz / Paweł Osicki - Tren Żałobny (2011)

## Kitüntetései
Lengyel Köztársasági Érdemrend Lovagkeresztje — halála után, 2011. február 14-én.

## Bibliográfia
- Pruss, Zdzisław, Weber, Alicja és Kuczma, Rajmund. Bydgoski leksykon muzyczny (oldalak 474-475). Bydgoszcz: Kujawsko-Pomorskie Towarzystwo Kulturalne, 2004.
- Pająk, Zdzisław. Maluj muzykę, bracie. Andrzej Przybielski 1944-2011. Bydgoszcz: Miejski Ośrodek Kultury w Bydgoszczy, 2012. ISBN 978-83-910303-4-9.

## Fordítás
- Ez a szócikk részben vagy egészben  az   Andrzej Przybielski című lengyel Wikipédia-szócikk fordításán alapul.  Az eredeti cikk szerkesztőit annak laptörténete sorolja fel. Ez a jelzés csupán a megfogalmazás eredetét és a szerzői jogokat jelzi, nem szolgál a cikkben szereplő információk forrásmegjelöléseként.